# Liga franc-católica
La Liga franc-católica o en francés Ligue Franc-Catholique fue una asociación antimasónica de Francia fundada por el canónigo Schæffer en 1927 que reemplazó la "Ligue anti-judéo-maçonnique" fundada por Ernest Jouin en 1913.